# Per Flodin (politiker)
Per Flodin, född 18 januari 1898 i Trönö församling, Gävleborgs län, död 14 augusti 1997 i Mockfjärd, var en svensk kommunalpolitiker (socialdemokrat).
Flodin var innehavare av P. Flodins skomakeri på Strandbacksgatan 2 i Söderhamn 1919–1946, skomakeriförman vid Hälsinge flygflottilj (F 15) 1946–1951 och skolvaktmästare 1951–1963. Han blev ledamot av folkskolestyrelsen i Söderhamns stad 1927 och var dess ordförande 1940–1950. Han blev ledamot av stadsfullmäktige där 1939 och var dess ordförande 1949–1966 (som efterträdare till Ernst Lindley). Han var även styrelseordförande i Sydöstra Hälsinglands Konsumtionsförening under den tid då stadens Domusvaruhus öppnades (21 september 1961). Flodin tilldelades Söderhamns stads förtjänstmedalj.